# Speed Up

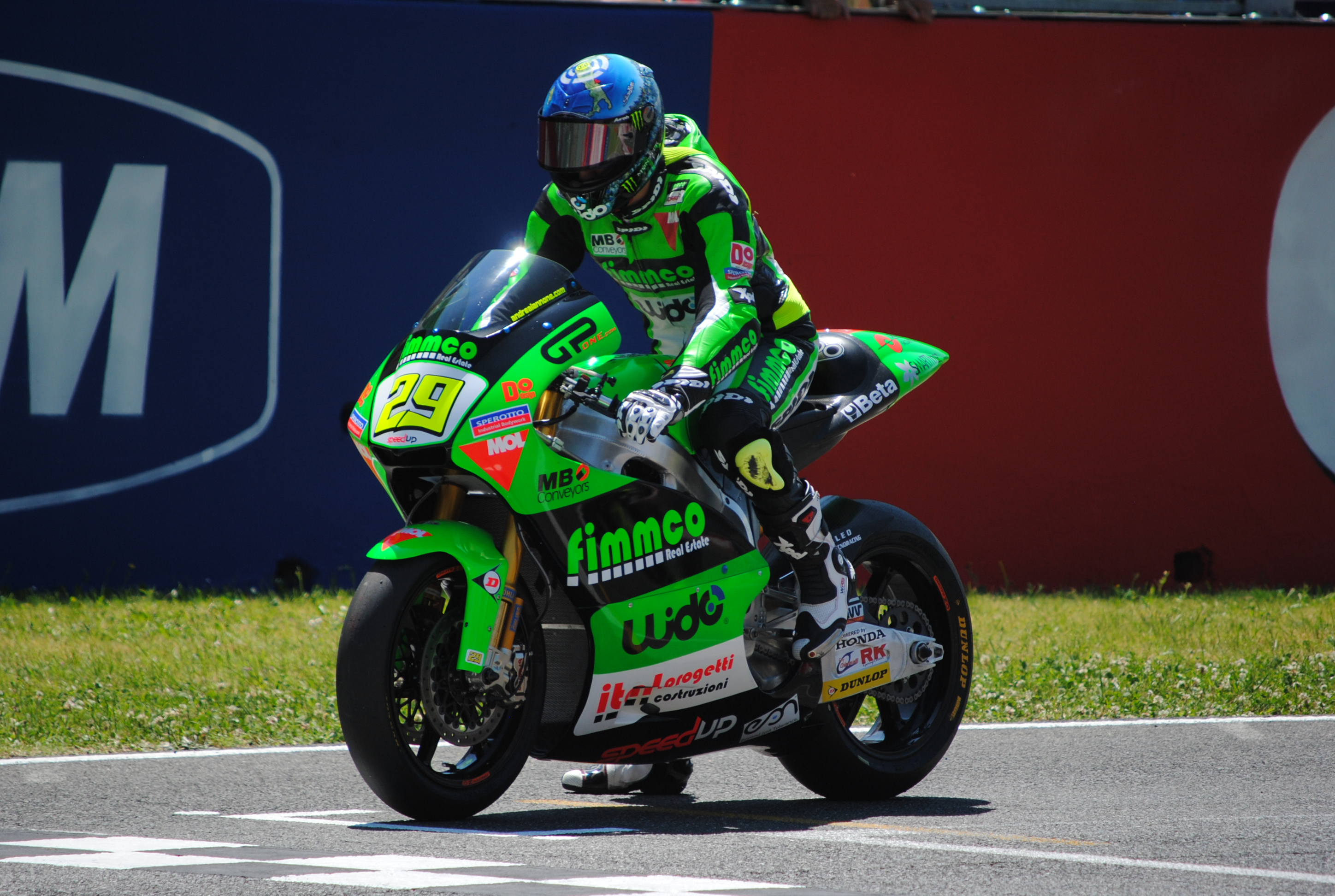
Andrea Iannone com a moto Speed Up S10

Speed Up é uma companhia motociclística italiana. 

## História
A companhia foi fundada em 2010 em Vicenza, Itália por Luca Boscoscuro. Ela é conhecida pelo chassi Speed Up Factory. A fabricante esta ligada desde então as competições: como a MotoGP 2.